# 科特斯-普尔克
科特斯-普尔克是奥地利下奥地利州茨韦特尔县的一个市镇。总面积58.6平方公里，总人口1610人，人口密度27.5人/平方公里（2005年）。